# 香港殉職消防人員列表
本表列出自香港消防處成立以來殉職的消防人員。目前已知共有34名消防人員及3名救護人員（總共有37名消防人員及救護人員）因工作而殉職。
| 次序 | 殉職日期       | 性質     | 職銜及編號                                 | 姓名   | 地區           | 事件                         | 殉職地點照片 | 殉職原因 | 終年 | 備註                                                                | 出處                   |
| ---- | -------------- | -------- | ------------------------------------------ | ------ | -------------- | ---------------------------- | ------------ | --- | ---- | ------------------------------------------------------------------- | ---------------------- |
| 37   | 2024年1月19日  | 猝死     | 竹篙灣消防局消防員11272                    | 邱耀文 | 竹篙灣         | 交通意外後有人受傷           |              | 處理完交通意外後準備收拾裝備離場時突然暈倒，經在場消防同事急救後曾經回復清醒，惟送院後最終不治。                            | 49   |                                                                     |                        |
| 36   | 2017年3月22日  | 搜索拯救 | 田心消防局 消防總隊目9132                  | 邱少明 | 馬鞍山         | 沙田馬鞍山吊手岩搜索拯救事故 |              | 搜索兩名於吊手岩失蹤的行山人士時，意外失足墮崖導致身體多處嚴重受傷導致死亡                                                  | 50   |                                                                     | [ 1 ]                  |
| 35   | 2016年6月23日  | 火警     | 觀塘消防局 消防隊目13058                   | 許志傑 | 牛頭角         | 淘大工業村迷你倉大火         |              | 熱衰竭，灼傷氣道，導致氣道腫脹而窒息                                                                                        | 37   | 淘大工業村於2020年3月完成清拆                                       | [ 4 ] [ 5 ] [ 6 ]      |
| 34   | 2016年6月21日  | 火警     | 消防及救護學院技術救援教官（高級消防隊長） | 張耀升 | 牛頭角         | 淘大工業村迷你倉大火         |              | 於火場遇上閃燃，導致全身嚴重燙傷                                                                                            | 30   | 淘大工業村於2020年3月完成清拆                                       | [ 7 ]                  |
| 33   | 2014年12月4日  | 爆炸     | 旺角消防局消防總隊目8617                   | 梁國基 | 石硤尾         | 石硤尾邨美映樓煤氣爆炸       |              | 破門進入充斥煤氣的單位時被炸至腦部重傷，留醫12日後不治                                                                      | 49   |                                                                     | [ 8 ] [ 9 ]            |
| 32   | 2010年3月8日   | 火警     | 荔枝角消防局消防隊目8330                   | 楊俊傑 | 長沙灣         | 麗昌工廠大廈四級火           |              | 進入災場時被雜物壓死 | 47   |                                                                     | [ 10 ] [ 11 ]          |
| 31   | 2008年8月10日  | 火警     | 旺角消防局消防隊目8183                     | 蕭永方 | 旺角           | 嘉禾大廈五級火               |              | 將身上僅餘的氧氣樽讓給居民使用而吸入過量濃煙致命                                                                            | 46   |                                                                     | [ 12 ] [ 13 ]          |
| 30   | 2008年8月10日  | 火警     | 旺角消防局消防員14913                      | 陳兆龍 | 旺角           | 嘉禾大廈五級火               | 25           | 將身上僅餘的氧氣樽讓給居民使用而吸入過量濃煙致命                                                                            |      | [ 12 ] [ 13 ]                                                       |                        |
| 29   | 2007年5月22日  | 火警     | 荃灣消防局消防員13613                      | 黃家熙 | 荃灣           | 品質工業大廈三級火           |              | 遇上閃燃灼傷器官不治 | 27   | 品質工業大廈已更名為德高中心                                        | [ 14 ] [ 15 ]          |
| 28   | 2004年7月7日   | 沼氣     | 筲箕灣消防局消防隊目8831                   | 張振威 | 筲箕灣         | 天悅廣場沙井沼氣事件         |              | 在沙井內救人時中沼氣昏迷不治                                                                                                | 40   | 天悅廣場已更名為天悅筲箕灣廣場                                      | [ 16 ] [ 17 ]          |
| 27   | 2003年6月27日  | 訓練     | 半山旭龢消防局消防員11249                  | 潘建興 | 半山旭龢       |                              |              | 在消防局內打排球習訓期間突然昏倒，送院搶救後不治                                                                            | 29   |                                                                     | [ 18 ]                 |
| 26   | 2001年8月28日  | 遇溺     | 尖沙咀消防局署理消防總隊目4342             | 趙順安 | 西貢           | 大浪西灣巨浪捲走2人事件      |              | 救人時被巨浪捲走 | 49   |                                                                     | [ 19 ] [ 20 ]          |
| 25   | 1998年5月3日   | 車禍     | 救護員9803                                 | 蔡孝濂 | 南丫島         |                              |              | 於南丫島執勤時被救護車翻側壓斃                                                                                              | 33   |                                                                     | [ 21 ]                 |
| 24   | 1997年         | 受訓     | 消防員                                     | 吳禮光 | 八鄉           | -                            |              | 受訓期間中暑不治殉職 | 35   |                                                                     | （页面存档备份，存于） |
| 23   | 1996年11月20日 | 火警     | 長沙灣消防局消防隊目4818                   | 廖熾鴻 | 油麻地         | 嘉利大廈五級火               |              | 在濃煙中誤墮升降機槽底 | 41   | 嘉利大廈已重建為佐敦薈                                              | [ 22 ] [ 23 ]          |
| 22   | 1991年6月28日  | 火警     | 梨木樹消防局署理消防隊目4778               | 張來   | 葵涌           | 美羅工業大廈三級火           |              | 進入災場時被物品擊中暈倒，復遭燒死                                                                                          | 35   |                                                                     | [ 25 ] [ 26 ]          |
| 21   | 1989年10月23日 | 火警     | 尖沙咀消防局消防隊目3459                   | 陳政瑜 | 旺角           | 新興大廈四級火               |              | 於撲救期間遇上爆炸被燒死 | 38   |                                                                     | [ 28 ] [ 29 ]          |
| 20   | 1987年4月16日  | 火警     | 梨木樹消防局消防隊長                       | 陳潤良 | 荃灣           | 任合興工業大廈四級火         |              | 於災場被貨物壓死 | 29   | 事發時任合興工業大廈位於樂悠居的位置，尚未遷至現址                  | [ 30 ] [ 31 ]          |
| 19   | 1983年9月9日   | 遇溺     | 灣仔消防局高級消防隊長                     | 招成就 | 摩星嶺         | 颱風愛倫                     |              | 救人時被突然傾瀉的山泥沖下海，其後溺斃                                                                                      | 33   |                                                                     | [ 32 ] [ 33 ]          |
| 18   | 1981年8月23日  | 車禍     | 屯門救護站救護員4360                       | 許玉池 | 屯門公路深井段 | 汽車爆炸案                   |              | 駕駛救護車（編號A213）接載女病人出市區期間，失控撞向九巴雙層巴士（路線66M， 编號G94，車牌CC5478），兩車相撞後爆炸，炸傷不治 | 29   |                                                                     | [ 34 ] [ 35 ]          |
| 17   | 1981年8月23日  | 車禍     | 屯門救護站救護隊目3497                     | 吳國榮 | 屯門公路深井段 | 汽車爆炸案                   | 28           | 駕駛救護車（編號A213）接載女病人出市區期間，失控撞向九巴雙層巴士（路線66M， 编號G94，車牌CC5478），兩車相撞後爆炸，炸傷不治 |      | [ 34 ] [ 35 ]                                                       |                        |
| 16   | 1980年10月13日 | 火警     | 西九龍助理消防區長                         | 梁兆基 | 深水埗         | 楓樹街地鐵地盤二級火         |              | 於地下鐵路地盤管道內失足墮渠斃命                                                                                            | 33   |                                                                     | [ 36 ] [ 37 ]          |
| 15   | 1979年12月31日 | 車禍     | 荃灣消防局消防員3686                       | 陳有武 | 屯門公路汀九段 | 車禍事故                     |              | 駕駛消防車（編號F138）準備前往拯救另一宗屯門公路車禍傷者時，卻與一輛英軍大卡車（編號33FM38）迎頭相撞，傷重斃命              | 27   |                                                                     | [ 38 ] [ 39 ] [ 40 ]   |
| 14   | 1979年9月21日  | 火警     | 荔枝角消防局消防隊目1061                   | 許有福 | 長沙灣         | 義利危險貨倉四級火           |              | 第一個進入火場時遭燒傷身體94%，留醫4日後不治                                                                                | 53   | 義利危險貨倉已重建為永康街9號                                       | [ 41 ] [ 42 ]          |
| 13   | 1977年11月2日  | 車禍     | 消防隊長                                   | 萬廣興 | 沙頭角         |                              |              | 於沙頭角道交通意外中殉職 | 待查 |                                                                     | [ 21 ]                 |
| 12   | 1977年2月14日  | 操練     | 消防隊長                                   | 曾慶馥 | 林錦公路       |                              |              | 於林錦公路附近尋找訓練地點期間意外墜崖殉職                                                                                  | 待查 |                                                                     | [ 21 ] [ 43 ]          |
| 11   | 1973年4月10日  | 操練     | 北角消防局消防員3255                       | 張榮信 | 北角           |                              |              | 於北角消防局操練時失足墮樓                                                                                                  | 27   |                                                                     | [ 44 ] [ 21 ]          |
| 10   | 1972年12月6日  | 火警     | 中區消防總局消防員1976                     | 伍亮秋 | 中環           | 於仁大廈五級火               |              | 被濃煙焗斃 | 23   | 於仁大廈已重建為遮打大廈                                            | [ 45 ] [ 46 ]          |
| 9    | 1972年10月14日 | 爆炸     | 灣仔消防局消防員1058                       | 王傍旺 | 銅鑼灣         | 大丸百貨煤氣爆炸一級火       |              | 氣體爆炸致死 | 42   | 大丸香港已結業                                                      | [ 47 ] [ 48 ]          |
| 8    | 1968年11月10日 | 火警     | 中區消防總局二級消防員1350                 | 歐文偉 | 中環           | 恒生銀行大廈五級火           |              | 火場通道被堵塞後，游繩從大廈外牆逃生時鬆手墮斃                                                                              | 28   | 恒生銀行總行已遷出，並更名為盈置大廈                                | [ 49 ] [ 50 ]          |
| 7    | 1967年9月3日   | 爆炸     | 灣仔消防局助理消防區長                     | 簡文   | 鵝頸           | 灣仔消防局爆炸案             |              | 六七暴動期間恐怖份子在堅拿道電車站放置炸彈，於局內當值時被炸彈爆炸的碎片擊中頭部斃命                                        | 22   | 灣仔消防局在早年又稱東區消防局                                      | [ 51 ] [ 52 ]          |
| 6    | 1965年11月24日 | 操練     | 北角消防局消防員1630                       | 魏汝全 | 北角           | 消防局演習意外               |              | 操演時被消防喉筆擊中頭部，頭骨爆裂引致內出血不治                                                                            | 24   |                                                                     | [ 53 ] [ 54 ]          |
| 5    | 1962年5月20日  | 車禍     | 香港仔消防局消防員641                      | 周華彩 | 香港仔         | -                            |              | 趕赴火場期間墮車重創頭部身亡                                                                                                | 26   |                                                                     | [ 55 ] [ 56 ]          |
| 4    | 1962年4月14日  | 火警     | 中區消防總局署理消防隊長                   | 吳偉龍 | 西營盤         | 第二街石灰倉大火             |              | 灼傷雙手，留醫13日後不治 | 26   | 石灰倉已重建為裕新大廈第一座                                        | [ 57 ] [ 58 ]          |
| 3    | 1954年5月12日  | 火警     | 旺角消防局消防隊長                         | 鍾松柏 | 深水埗         | 大南街木樓大火               |              | 被牆壁壓斃 | 31   | 木樓已重建為朝南樓                                                  | [ 59 ]                 |
| 2    | 1933年12月7日  | 火警     | 中環滅火總局消防員77                       | 胡才   | 上環           | 皇后大道中臘味店樓房大火     |              | 被突然倒塌的樓房壓斃 | 待查 | 香港歷來首名在火場因公殉職消防人員，另樓房已重建為偉利大廈          | [ 61 ] [ 62 ]          |
| 1    | 1927年10月24日 | 操練     | 消防員                                     | 周五   | 中環           | -                            |              | 在中環滅火總局內練習沿繩救人術時失手墮斃                                                                                    | 28   | 香港歷來首名因公殉職消防人員,另中環滅火總局已重建為恒生銀行總行大廈 | [ 64 ]                 |

## 出殯及下葬過程
回歸後每位殉職消防人員都會以最高榮譽舉殯，並追頒金英勇勳章，永久安葬浩園。

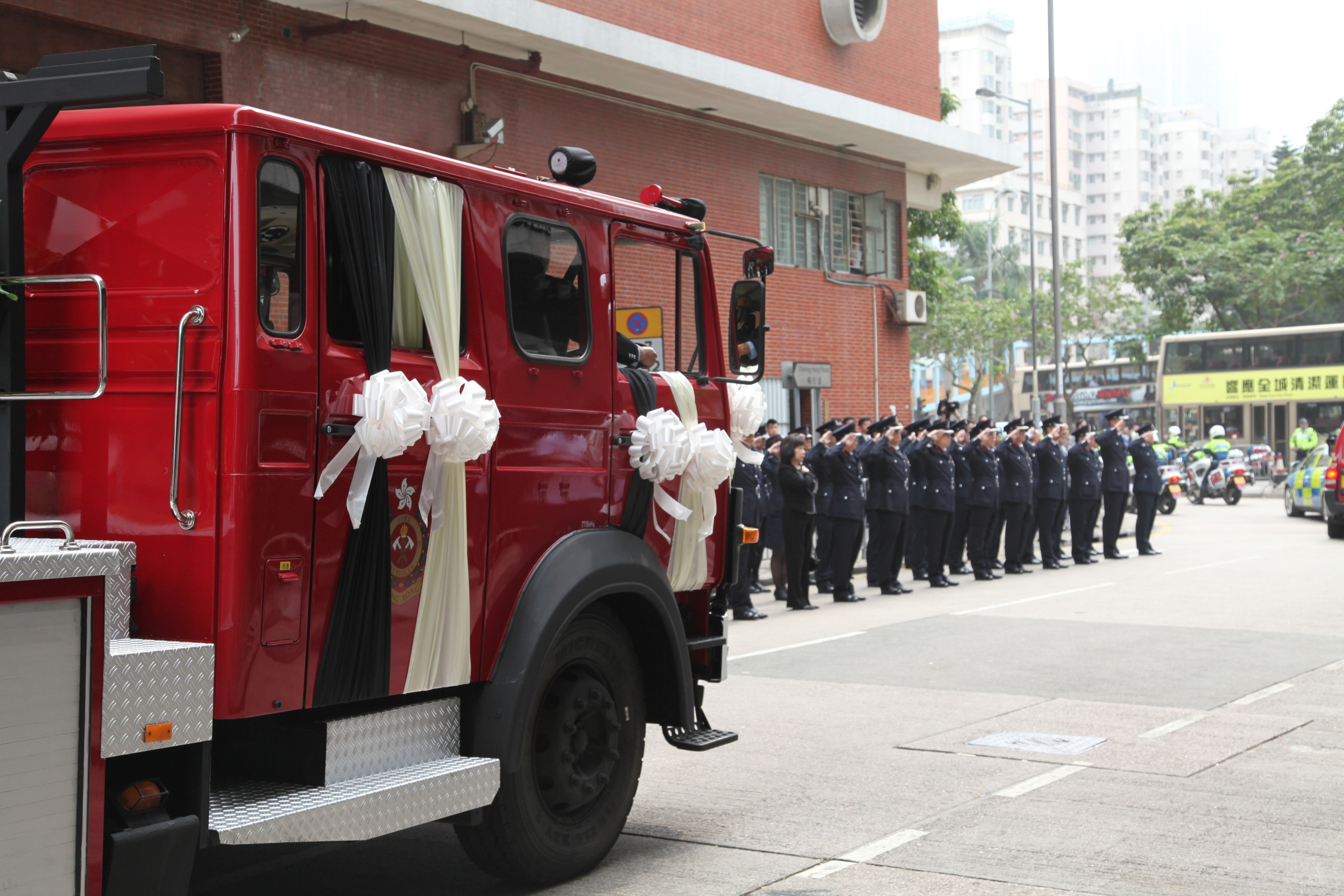
消防人員向載有殉職同袍靈柩的消防靈車致敬
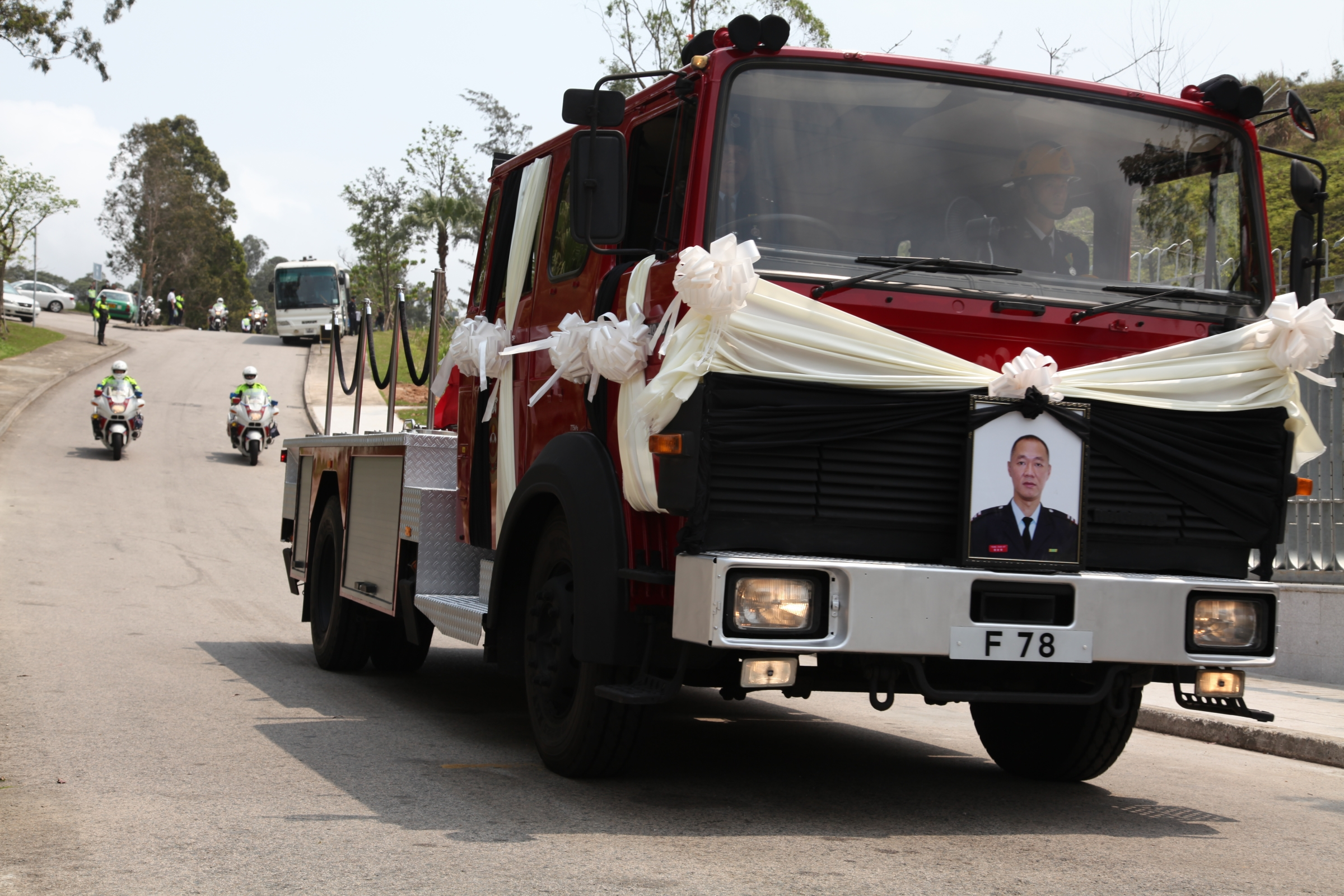
由消防車輛改裝而成的靈車
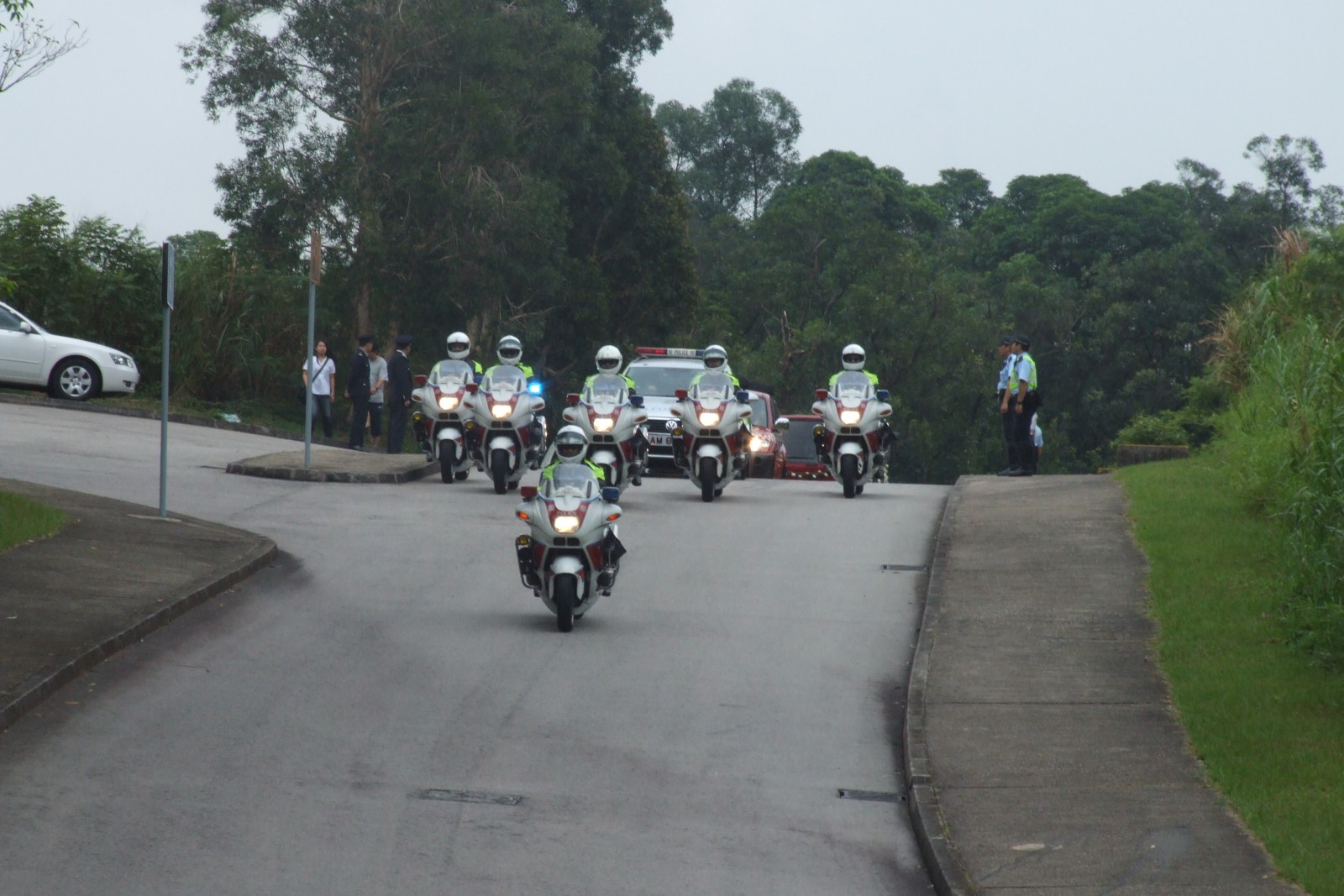
警察護送組護送殉職消防員陳兆龍的靈柩前往浩園
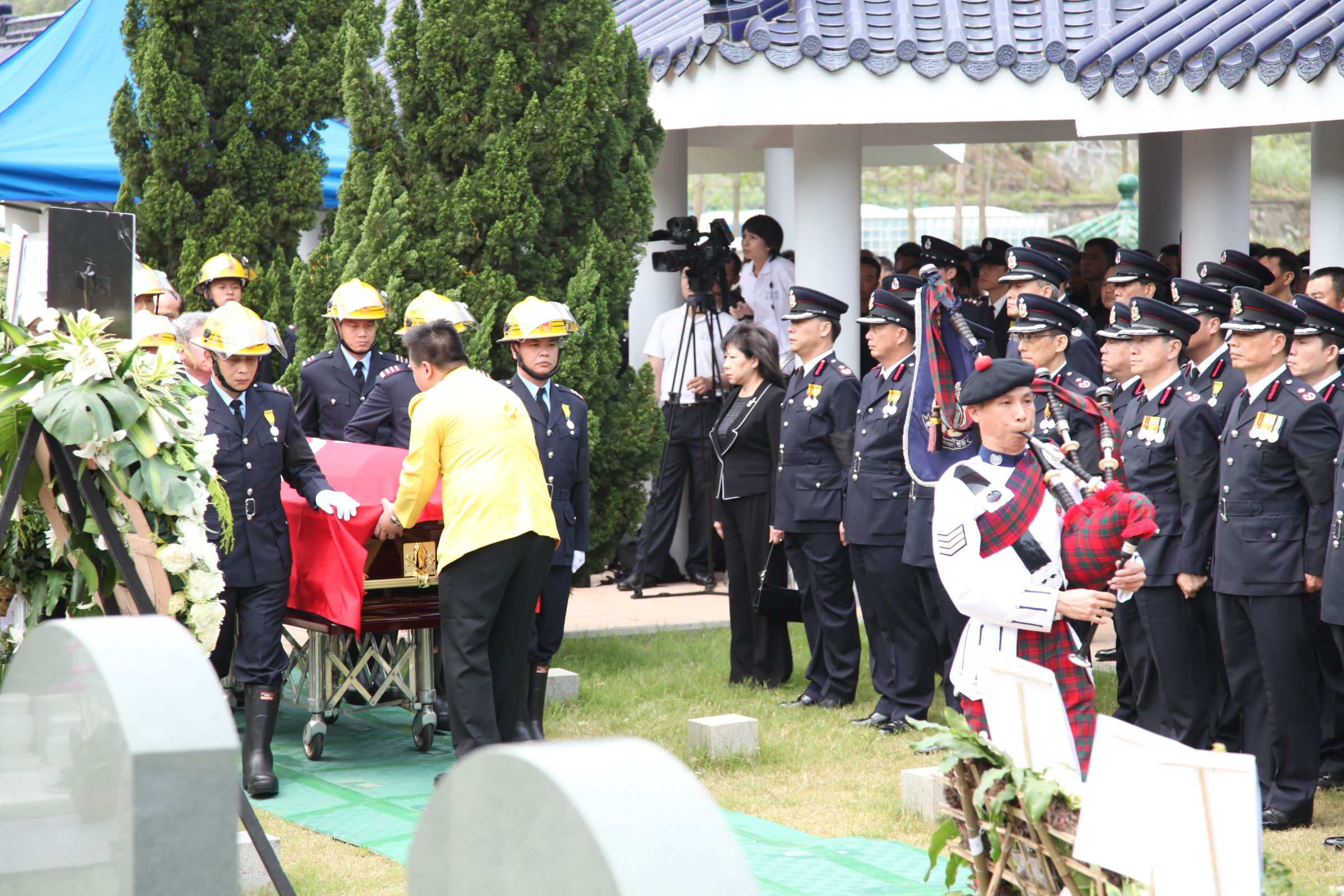
消防人員於浩園進行下葬儀式
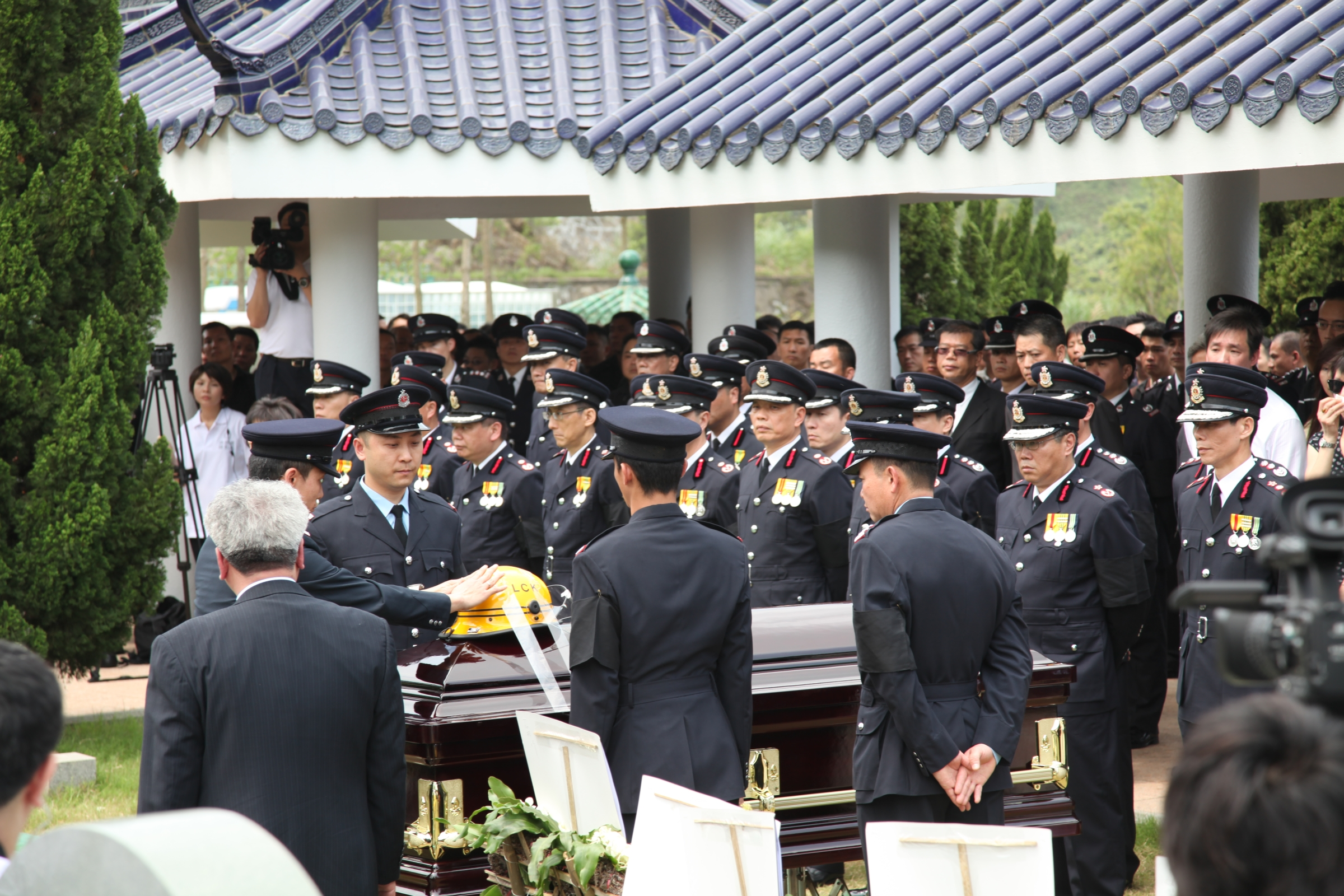
消防人員於浩園進行下葬儀式
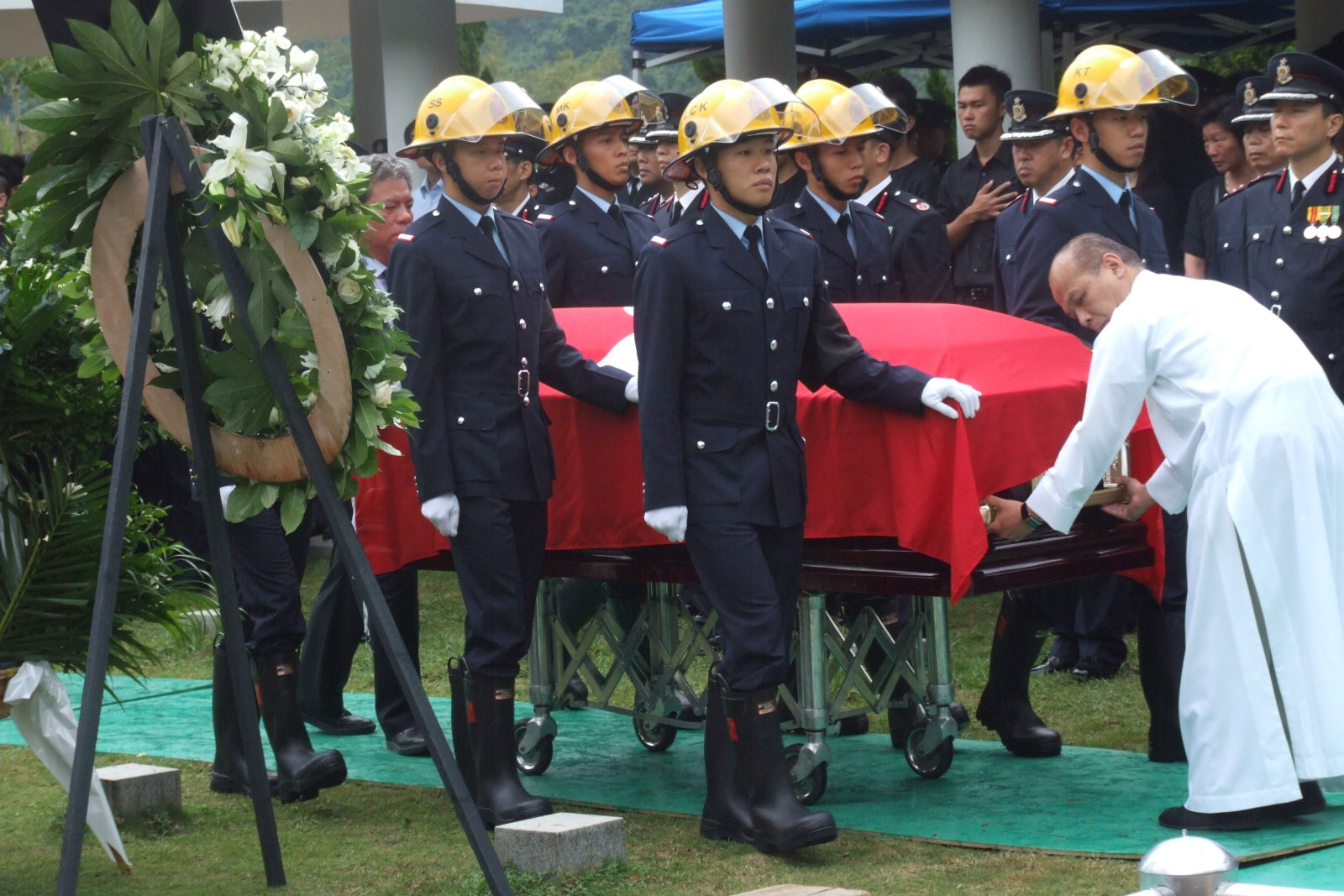
穿上傳統軍裝的消防人員護送殉職同袍的靈柩下葬浩園